# Sutanna

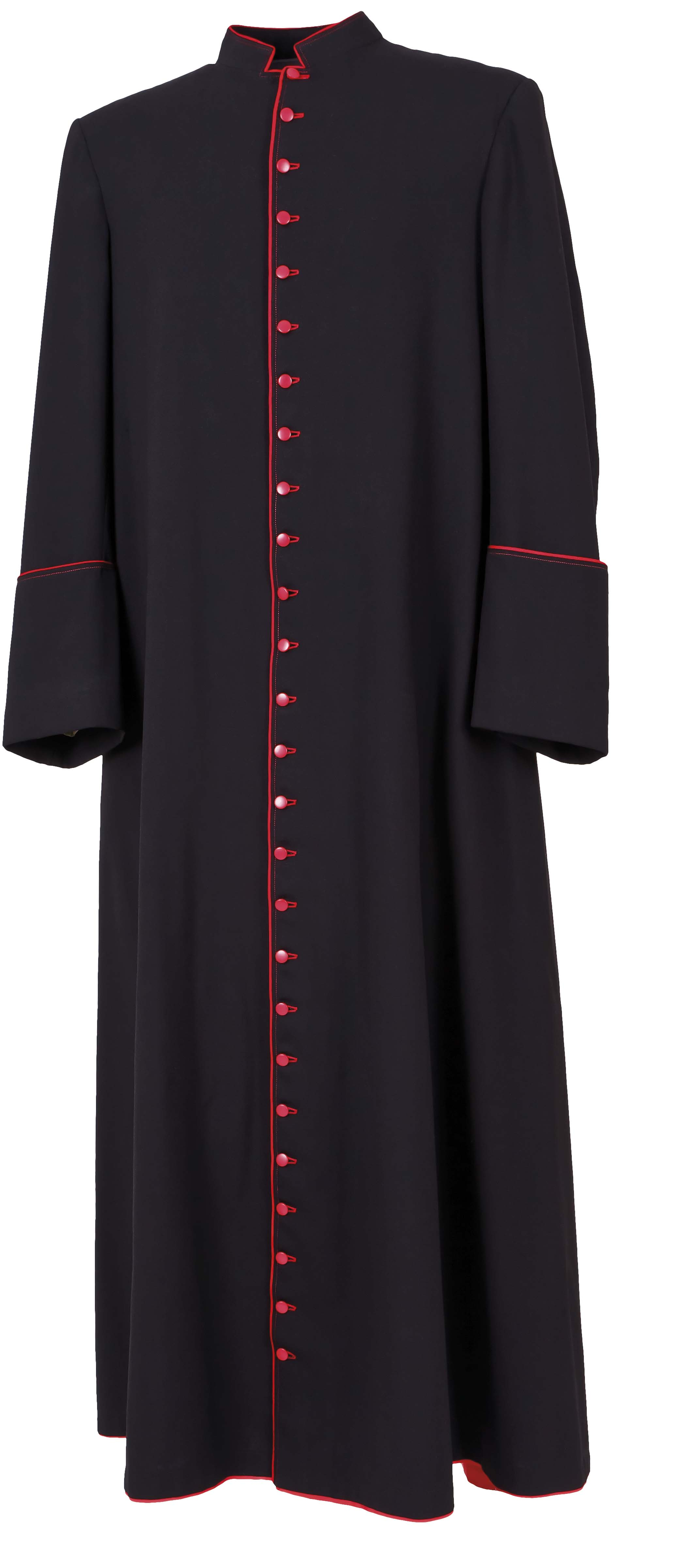
Sutanna prymasa Stefana Wyszyńskiego

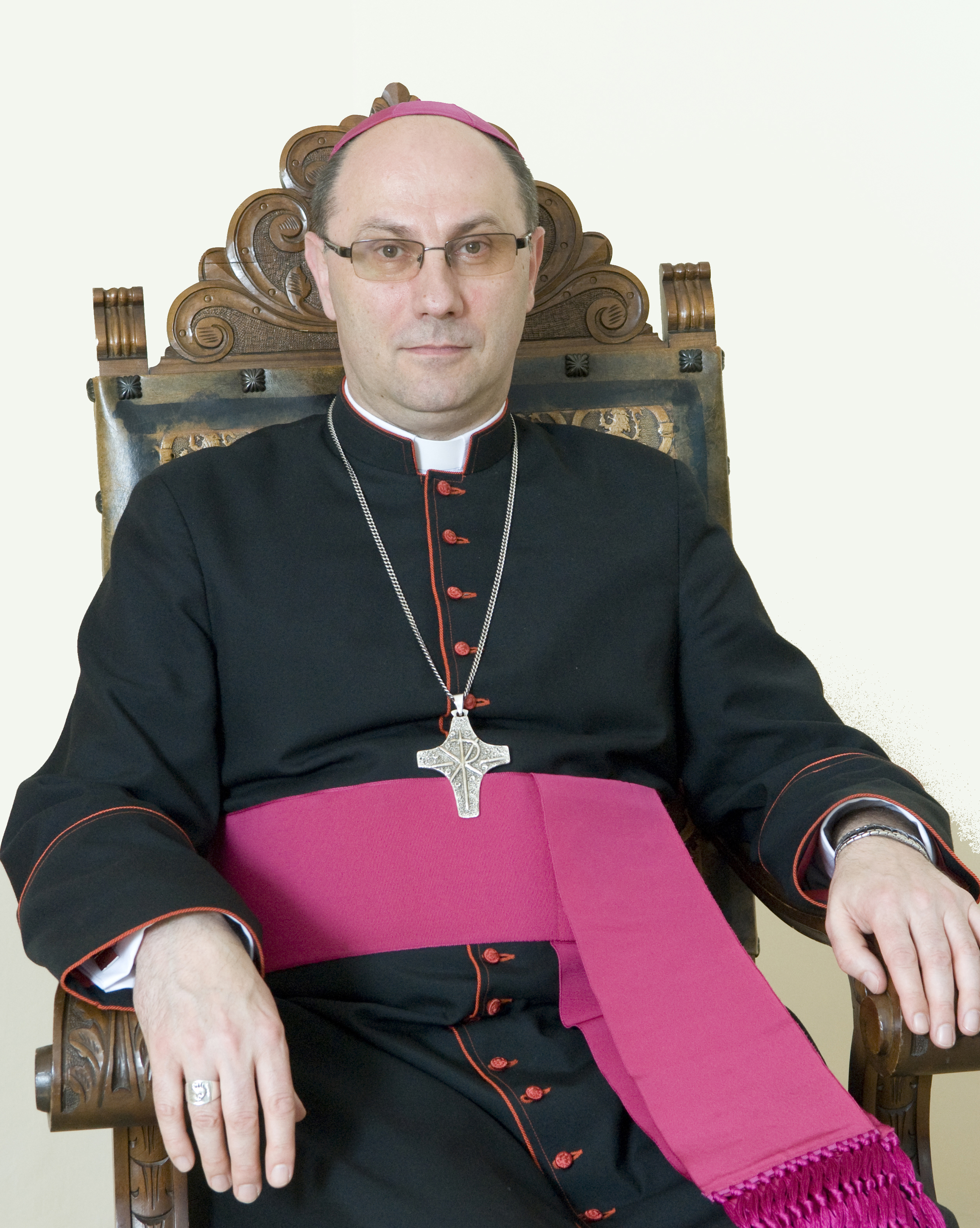
Rzymskokatolicki prymas Polski abp Wojciech Polak w sutannie

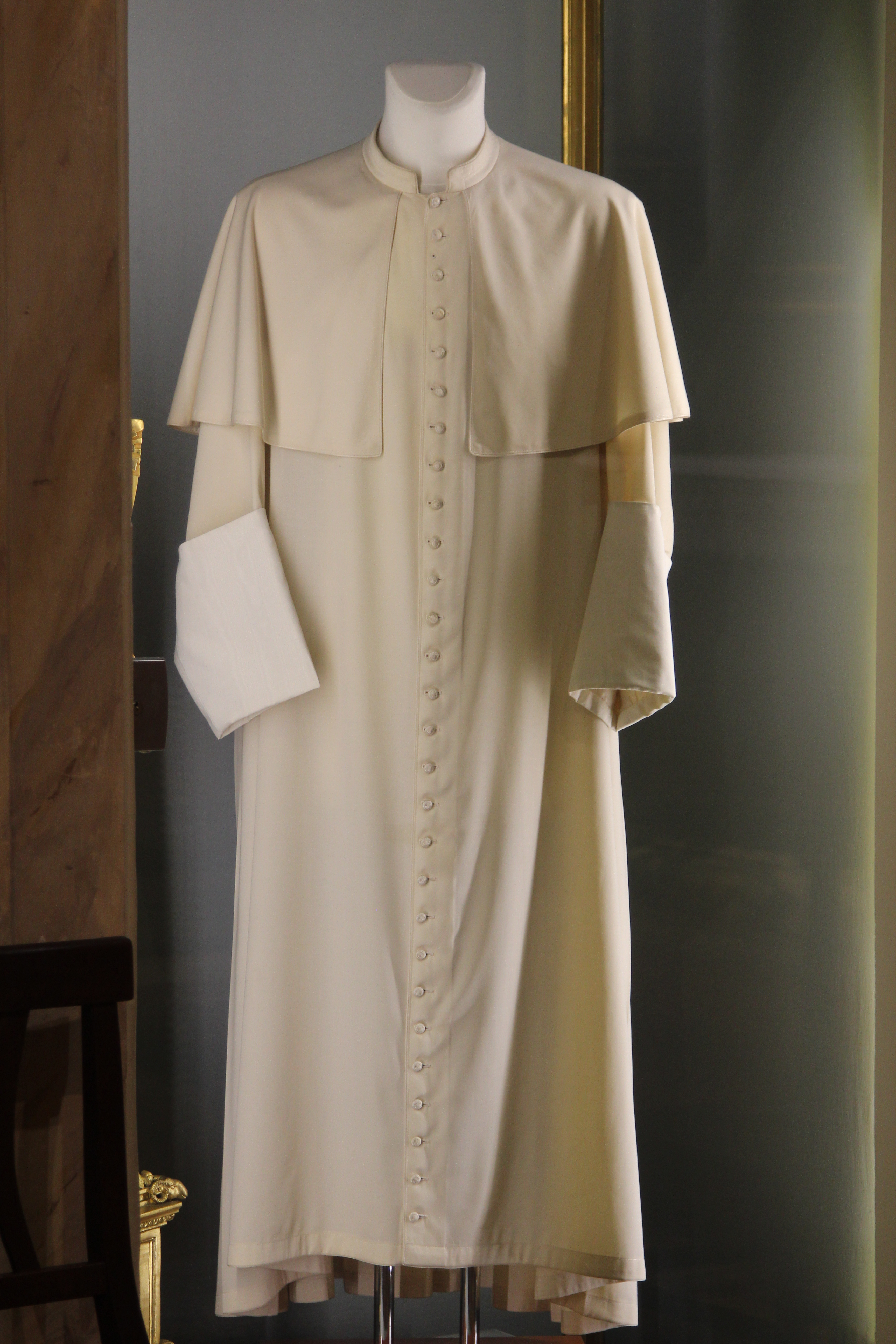
Sutanna papieska należąca do Jana Pawła II

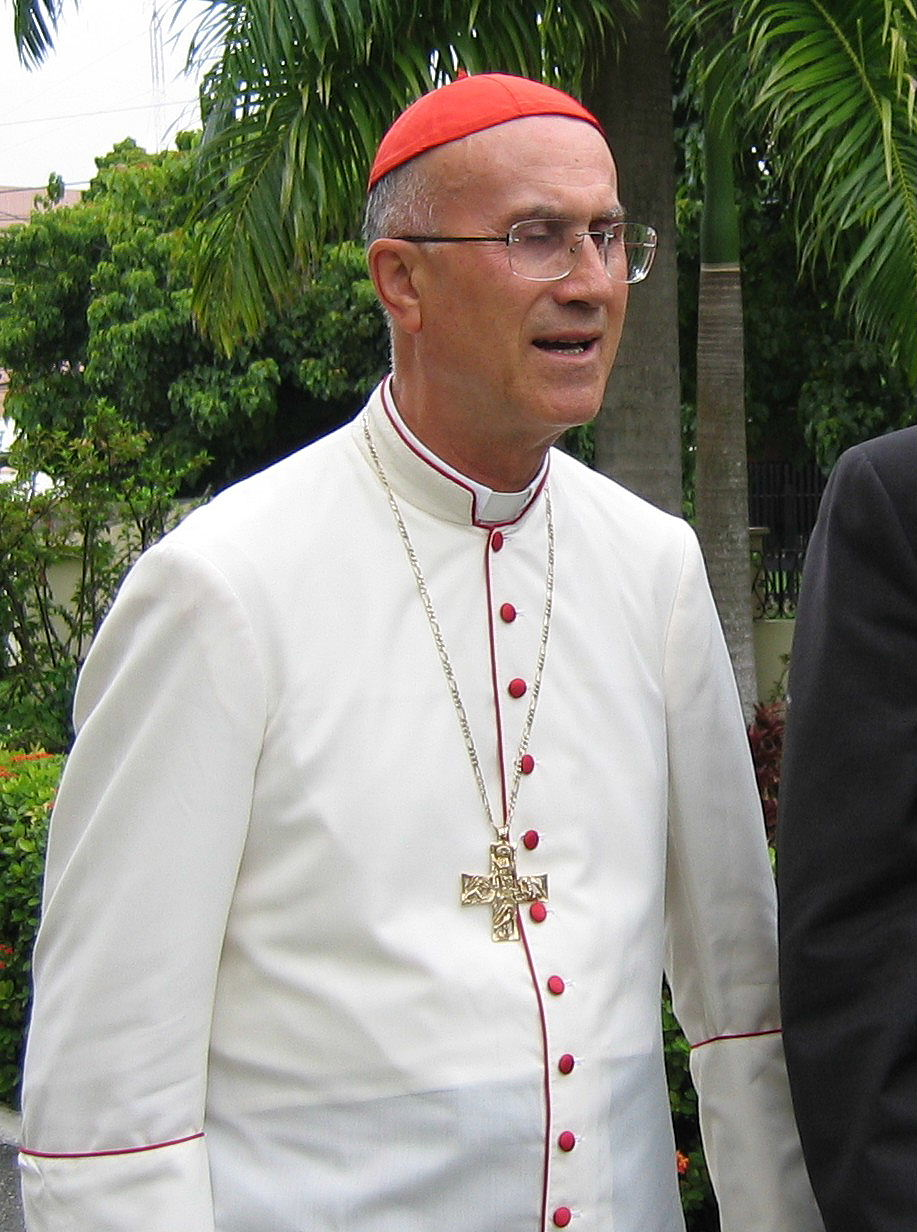
Kardynał Tarcisio Bertone w białej sutannie dozwolonej na podstawie indultu dla tropikalnych regionów.

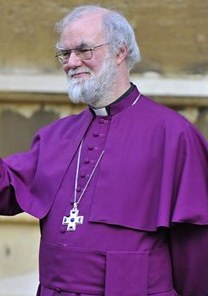
Anglikański prymas Anglii abp Rowan Williams w sutannie.

Sutanna (z wł. sottano – spódnica), w kościołach wschodnich podraznik – wierzchni ubiór duchownych, w różnym kolorze, zależnym od stanowiska w hierarchii, zwany też rewerendą. Noszenie sutann zalecił papież Sykstus V w 1589 r. konstytucją Cum sacrosanctum.
Księża początkowo nosili ubrania typowe dla swoich czasów i tylko, gdy zakładali szaty kapłańskie, aby odprawić mszę świętą, wyglądali inaczej.
Z biegiem czasu zmieniała się moda, a duchowieństwo, zamiast nadążać za resztą świata w tej dziedzinie, zachowało dawny sposób ubierania się. W XII i XIII wieku kapłani przyjęli rzymską sutannę jako zwykłą odzież, która odróżniała ich od świeckich. Wkrótce po tej decyzji Kościół wprowadził kolejne regulacje, które wymagały, aby kapłani nosili charakterystyczny strój.
Sutanna w obecnym kształcie pojawiła się w XVI wieku. Jest to długa szata do kostek, lekko wcięta w pasie, z niskim stojącym kołnierzykiem, zapinana z przodu na rząd małych guziczków, noszona przez duchownych różnych wyznań chrześcijańskich, w tym katolickich, prawosławnych, starokatolickich, anglikańskich, ewangelickich i prezbiteriańskich. Pierwsze szaty wyróżniające duchownych noszono już w starożytności chrześcijańskiej. Synod w Bradze w 572 nakazał noszenie stroju duchownego kapłanom wychodzącym z domu. Strój podobny do sutanny (sutanela lub rewerenda), na który zakładają komżę noszą także często ministranci. 
Obecnie kapłani wkładają sutannę jako strój codzienny. Dopuszcza się również używanie tzw. krótkiego stroju duchownego: koszuli z koloratką i ciemnego garnituru. Szczegółowe przepisy dotyczące noszenia sutanny określa ordynariusz.

## Kolorystyka
Określone kolory sutanny odpowiadają miejscu w hierarchii. W Kościele rzymskokatolickim białą sutannę nosi papież, czerwoną – kardynałowie, fioletową (wł. purpurową z rubinowymi obszywkami) – arcybiskupi, biskupi i infułaci (ale na co dzień mogą też nosić zwykłą, czarną sutannę z obszyciem w odpowiednim kolorze, którą mogą także nosić prezbiterzy noszący godność prałata czy kapelana honorowego), czarną – prezbiterzy również ci z tytułem kanonika oraz diakoni, a także klerycy przygotowujący się do kapłaństwa, którzy otrzymują sutannę podczas uroczystego obrzędu tzw. obłóczyn. Kapłani w krajach misyjnych – ze względu na klimat – noszą luźne sutanny koloru białego. Sutannę mogą nosić także uczniowie niższego seminarium duchownego, lecz tylko podczas służby przy ołtarzu.
Białą sutannę papieską z pelerynką oraz podwójnymi rękawami noszą księża z zakonu kanoników regularnych laterańskich, gdyż to właśnie ten zakon, gdy jego członkowie zasiadali na Stolicy Apostolskiej, wprowadził białą sutannę jako strój papieski. Jest to oryginalny strój zakonu kanoników regularnych, wprowadzony jako strój papieski.

## Elementy dodatkowe
Dopełnieniem sutanny jest nakrycie - piuska, noszona przez wyższe duchowieństwo. Wiele duchownych używa także biretu, lecz ta praktyka jest niezgodna z prawem kanonicznym.
Papież, biskupi, niektórzy księża diecezjalni, a także kapłani niektórych zgromadzeń i zakonów używają do sutanny szerokiego pasa jedwabnego lub wełnianego (np. pallotyni).
Ponadto papież, kardynałowie oraz biskupi w stroju na uroczyste okazje używają do sutanny tzw. pelerynki (wł. pellegrina), będącej krótką narzutą na ramiona przypominającą mucet, jednak charakteryzującą się rozcięciem w środkowej części.
|                    |        |          |                       |                                                                |                                      |                          |
| emerytowany papież | papież | kardynał | arcybiskup lub biskup | Prałat Honorowy Jego Świątobliwości, protonotariusz apostolski | Kapelan Honorowy Jego Świątobliwości | prezbiter, diakon, alumn |

## Szaty duchownych w tradycji wschodniej
Codzienna szata duchowieństwa kościołów wschodnich (riasa) od sutanny księży katolickich różni się szerokimi rękawami.
|        |           |              |       |
| biskup | batiuszka | ksiądz-mnich | mnich |

## Szaty duchownych tradycji mariawickiej

Strój duchowieństwa mariawickiego (biskup, prezbiter i diakon)

Mariawicki habit zaprojektowany przez św. Marię Franciszkę to szara tunika z wyłożonym na nią białym kołnierzykiem – koloratką. Sutanna przepasana jest paskiem (który noszony jest przez kleryków i osoby zakonne). Na habit kapłani zakładają dodatkowo popielaty szkaplerz z wyhaftowaną małą monstrancją na wysokości piersi. Nakrycie głowy stanowi biret w kolorze habitu. Dawniej w użyciu były także szare piuski. Biskupi noszą dodatkowo pektorał wykonany z kości słoniowej.

## Anglikanizm
|        |         |           |
| biskup | kanonik | prezbiter |